# Sommertage
Sommertage ist ein deutscher Coming-of-Age-Film von Caroline Link aus dem Jahr 1990.

## Handlung
Der sich in der Pubertät befindende 16-jährige Micha verbringt wie jedes Jahr die Sommerferien mit seiner Mutter und seinen jüngeren Brüdern in einem Landhaus in Schweden. Michas Mutter reist aus beruflichen Gründen für eine Woche in die Hauptstadt Stockholm. In dieser Zeit betreut die junge couragierte Isabelle als Au-Pair-Mädchen Micha und seine Brüder. Sie benimmt sich allerdings in keiner Weise, wie die Jungs es erwartet hätten. Auch wenn Micha sich anfangs recht abweisend zeigt, fühlt er sich in Isabelles Anwesenheit erstmals als eine eigene Persönlichkeit. Zwischen beiden entsteht eine Beziehung, die sich zur Liebe entwickelt. Für Micha ist es die erste Liebe, für Isabelle wird es eine Reise in die eigene Vergangenheit, in eine Zeit, als auch sie sich noch vorbehaltlos auf Menschen einlassen konnte. So unbekümmert wie Micha, kann sie sich nicht verlieben, denn ihr Freund hat sie gerade allein gelassen. Für Isabelle ist das ganze auch nur ein Liebelei und sie reist wortlos ab, kaum dass Michas Mutter zurückgekehrt ist. Enttäuscht aber entschlossen rennt Micha ihr nach, doch der Bus ist schon weg.

## Hintergrund
Produziert wurde Sommertage 1989 als Abschlussfilm von Caroline Link für die HFF Hochschule für Fernsehen und Film München von der Yakuza Film. Sie wurde bei den Hofer Filmtagen 1990 für den Film mit dem „Kodak Förderpreis“ ausgezeichnet.